# Roscoea schneideriana
Roscoea schneideriana là một loài thực vật có hoa trong họ Gừng. Loài này được Ludwig Eduard Loesener miêu tả khoa học đầu tiên năm 1923 dưới danh pháp Roscoea yunnanensis var. schneideriana. Năm 1982, Elizabeth Jill Cowley nâng cấp nó thành loài độc lập.

## Phân bố và môi trường sống
Loài này có ở Tây Tạng, miền nam Tứ Xuyên và Vân Nam, Trung Quốc.

## Mô tả
Cây cao 9–45 cm. Các lá (2-)4-6, (tạo thành nơ lá ở đỉnh của thân giả); lưỡi bẹ ~0,5 mm; phiến lá hình mũi mác hẹp đến thẳng, thường cong lưỡi liềm, (5-)10-22 × 0,4–2 cm, nhẵn nhụi, đỉnh nhọn đến nhọn hoắt. Cụm hoa với cuống được các bẹ lá bao quanh hoặc hơi thò ra; lá bắc hình elip, 3,3–7 cm, các lá sát gốc hình ống. Hoa màu tía hoặc trắng, thường nở từng hoa một. Đài hoa 3–4 cm, đỉnh 2 răng. Ống tràng hoa 4-4,5 cm; thuỳ trung tâm hình elip, 1,7-3,5 cm, đỉnh nhọn đột ngột; các thuỳ bên thẳng-thuôn dài, 2-3,5 cm. Các nhị lép bên hình trứng ngược đến hình thoi, 1,5-2,5 cm. Cánh môi không uốn ngược, hình trứng ngược, 1,8-3,5 × 1-2,5 cm, 2 khe ở đỉnh khoảng 1/2 chiều dài của nó; các thùy có khía răng cưa ở đỉnh. Bao phấn màu vàng, các ngăn 6–9 mm; cựa liên kết 8–9 mm. Đầu nhụy hình phễu, cong hình móc đột ngột. Ra hoa tháng 7-8.
R. schneideriana thuộc về nhánh Trung Quốc của Roscoea, như mong đợi từ phân bố địa lý của nó.